# 인산다이에스터 결합

세 개의 뉴클레오타이드 사이에 있는 포스포다이에스터 결합의 도표

인산다이에스테르 결합 또는 포스포다이에스터 결합(영어: phosphodiester bond)은 인산의 하이드록시기 중 두 개가 다른 분자의 하이드록시기와 반응하여 두 개의 에스터 결합을 형성할 때 만들어진다.
포스포다이에스터 결합은 핵산 가닥의 골격을 구성하고 있기 때문에 지구 상의 모든 생물에게 중요하다. DNA와 RNA에서 포스포다이에스터 결합은 5탄당의 3' 탄소의 하이드록시기와 다른 5탄당의 5' 탄소에 결합된 인산기 사이에 형성되는 결합으로, DNA에서 5탄당은 디옥시리보스이고, RNA에서 5탄당은 리보스이다. 인산기와 두 개의 5탄당 고리 사이에 강력한 공유 결합이 형성되어 두 개의 에스터 결합이 형성된다.
포스포다이에스터 결합의 인산기는 음전하를 띤다. 인산기는 pKa가 0에 가깝기 때문에 pH 7에서 음전하를 띠게 된다. 이러한 척력으로 인해 인산기는 DNA 가닥의 바깥쪽을 차지하게 되고, 히스톤 단백질, 마그네슘과 같은 금속 이온 및 폴리아민에 의해 중화된다.
뉴클레오타이드들이 연결되어 포스포다이에스터 결합이 형성되는데, 뉴클레오타이드의 삼인산의 형태가 분해되어 효소-촉매 반응을 유도하는데 필요한 에너지를 방출한다. 단일 인산 또는 피로인산으로 알려진 이인산이 분해되어 반응을 촉매하면, 포스포다이에스터 결합이 형성된다.
포스포다이에스터 결합의 가수분해는 DNA 염기서열을 복구하는데 중요한 역할을 하는 포스포다이에스터레이스의 작용에 의해 촉매될 수 있다.
두 개의 리보뉴클레오타이드 사이의 포스포다이에스터 결합은 알칼리성 가수분해에 의해 분해될 수 있는 반면, 두 개의 디옥시리보뉴클레오타이드 사이의 포스포다이에스터 결합은 이들 조건 하에서 보다 안정하다. RNA 가수분해의 상대적 용이성은 2' 하이드록시기의 존재 때문이다.

## 효소 활성
포스포다이에스터레이스는 포스포다이에스터 결합의 가수분해를 촉매하는 효소이다. 예를 들어 cAMP나 cGMP 분자 내의 포스포다이에스터 결합을 가수분해할 수 있다.
산화적 DNA 손상의 복구에 중요한 역할을 하는 효소는 3'-포스포다이에스터레이스이다.
DNA 복제 중에 당-인산 골격의 인산기 사이에 DNA 중합효소 I에 의해 남겨진 닉(nick)이 있다. DNA 리게이스는 뉴클레오타이드들 사이에 포스포다이에스터 결합을 형성할 수 있다.

## 같이 보기
- 포스포다이에스터레이스
- 포스포다이에스터레이스 저해제
- DNA 복제
- DNA
- 아데노신 삼인산 (ATP)
- 테이코산
- 디옥시리보뉴클레이스 I (DNase I)
- cGMP-특이적 포스포다이에스터레이스 5형 (PDE5)